# Kosaras Antal
Kosaras Antal (Kaposvár, 1906 – ?, 1995. február) magyar nemzeti labdarúgó-játékvezető. Beceneve: Toncsi bácsi. Egyéb foglalkozása szabó.

## Pályafutása
Gyermekként Kaposváron a Kisfaludy utcai amatőr csapatban kezdte az első lépéseket. Utána öt évig az NB I-es Kaposvári Turul SE-ben rúgta a labdát. 1926-ban a Somogy FC profi egyesület mellett megalakult a másik profi régiós csapat a Pécs-Baranya kapusa lehetett. A később több csapatnál is megfordult. Védett Pécsen, szerepelt Keszthelyen, tagja volt a Budai 11-nek, játszott Zalaegerszegen, és egy évet "idegenben", Ausztriában Grázban is eltöltött.
Játékvezetésből 1948-ban Kaposváron vizsgázott. A pécsi székhelyű Délnyugat-magyarországi Labdarúgó Alszövetség (DnyLASz) által üzemeltetett labdarúgó bajnokságokban tevékenykedett. Küldési gyakorlat szerint rendszeres partbírói szolgálatot is végzett. Mérkőzésvezetőként a megyei I. osztályban vezetett. Működési idején a megyei bajnokságok jelentették a harmadosztályt. Több alkalommal küldték NB II-es mérkőzésre partbírónak. A 33 év alatt közel ezer mérkőzést vezetett vagy partjelzőként szolgált.

## Sikerei, díjai
Áldozatos sporttevékenységét számos oklevéllel, plakettel és aranysíppal ismerték el.

## Külső hivatkozások
- Kosaras Antal. sulinet.hu. (Hozzáférés: 2013. június 22.)
- Kosaras Antal. library.hungaricana.hu. (Hozzáférés: 2016. április 10.)